# Nora Sanness
Nora Sanness (* 27. März 2000) ist eine norwegische Skilangläuferin.

## Werdegang
Sanness, die für den Kjelsås IL startet, nahm bis 2020 an Juniorenrennen teil. Dabei wurde sie bei den Junioren-Skiweltmeisterschaften 2019 in Lahti Neunte im 15-km-Massenstartrennen. Bei den U23-Weltmeisterschaften zwei Jahre später in Vuokatti errang sie den 25. Platz über 10 km Freistil. Im Scandinavian-Cup lief sie im Dezember 2021 erstmals in Beitostølen, wobei sie die Plätze 27 und 13 über 10 km errang. In der Saison 2022/23 belegte sie bei den U23-Weltmeisterschaften 2023 in Whistler den 19. Platz über 10 km Freistil und absolvierte im März 2023 in Oslo ihr erstes Rennen im Weltcup, welches sie auf dem fünften Platz im 50-km-Massenstartrennen beendete. Zudem wurde sie norwegische Meisterin mit der Staffel. Zu Beginn der Saison 2023/24 erreichte sie in Vuokatti mit dem dritten Platz über 10 km klassisch sowie den zweiten Rang im 20-km-Massenstartrennen ihre ersten Podestplatzierungen im Scandinavian-Cup.